# یواس‌سی‌جی‌سی ایکاروس (دبلیوپی‌سی-۱۱۰)
یواس‌سی‌جی‌سی ایکاروس (دبلیوپی‌سی-۱۱۰) (به انگلیسی: USCGC Icarus (WPC-110)) یک کشتی بود که طول آن ۱۶۰ فوت ۹ اینچ (۴۹٫۰۰ متر) بود. این کشتی در سال ۱۹۳۲ ساخته شد.